# Habronattus venatoris
Habronattus venatoris är en spindelart som beskrevs av Griswold 1987. Habronattus venatoris ingår i släktet Habronattus och familjen hoppspindlar. Inga underarter finns listade i Catalogue of Life.